# 合肥至池州铁路
合肥至池州铁路是中华人民共和国安徽省的一条即将开工建设的高速铁路，正线始于合肥西站，合肥西站至庐江西站区间利用合安高铁既有线路，新建线路自庐江西站引出，途径合肥市庐江县，铜陵市枞阳县，池州市贵池区、青阳县，终至池黄高铁九华山站，设计时速250公里每小时。全线长度199.4公里，其中利用合安高铁长度82.5公里，新建正线长度116.9公里，新建枞阳、池州东两座车站，总投资213.6亿元人民币。
合肥至池州铁路是长三角地区城际铁路网的组成部份，也是合肥至温州快速铁路通道的重要组成部份。
合肥至池州铁路预计于2025年第三季度开工建设。

## 历史

### 规划和前期工作
作为长三角地区城际铁路网和合肥至温州快速铁路通道的组成部份，合肥至池州铁路先后被列入《“十四五”铁路发展规划》、《长江三角洲地区交通运输更高质量一体化发展规划》、《长江三角洲地区多层次轨道交通规划》等交通规划。
2023年12月26日，安徽省铁路投资有限责任公司发布新建合肥至池州铁路全过程咨询服务招标计划，标志着项目前期工作正式启动。
2024年11月27日至12月1日，发布环境影响评价第一次公示。2025年3月，编制完成《新建铁路合肥至池州铁路环境影响报告书（征求意见稿）》。
2025年5月22日至23日，在合肥市召开合肥至池州铁路初步设计预评审会。

## 沿途车站
| 合肥至池州铁路                       |          |          |                |        |          |      |
| 所在区域                             | 所在区域 | 车站名称 | 站间距（公里） | 规模   | 连接铁路 | 备注 |
| 合肥西站至庐江西站区间与合安高铁共线 |          |          |                |        |          |      |
| 合肥市                               | 庐江县   | 庐江西站 | -              | 2台6线 | 合安高铁 |      |
| 合肥市                               | 枞阳县   | 枞阳站   | 60.05          | 2台4线 |          |      |
| 池州市                               | 贵池区   | 池州东站 | 29.62          | 3台7线 |          |      |
| 池州市                               | 青阳县   | 九华山站 | 29.10          | 3台7线 | 池黄高铁 |      |